# 1975 en Italie
Chronologie de l'Italie
- 1971
- 1972
- 1973
- 1974
- 1975
- 1976
- 1977
- 1978
- 1979

Cette page concerne l'année 1975 du calendrier grégorien.

## Chronologie
- 13 janvier : à la suite de l'ouverture de la clinique d'avortement CISA (centro d'informazione sulla sterilizzazione e sull'aborto) à Florence, le secrétaire du Parti radical Gianfranco Spadaccia est arrêté. Le 26 janvier, Adele Faccio, présidente du Parti radical est arrêtée pour association de malfaiteurs lors d'une manifestation politique organisée au Teatro Adriano de Rome, car elle a déclaré publiquement qu'elle a volontairement interrompu une grossesse. Le sous-secrétaire du Parti radical Marco Pannella une grève de la faim pour sa libération pendant 27 jours[1].
- 24 janvier : les carabiniers Leonardo Falco et Giovanni Ceravolo sont tués par le terroriste d'extrême droite du Fronte Nazionale Rivoluzionario  Mario Tuti lors d'une perquisition à son domicile d'Empoli[2].

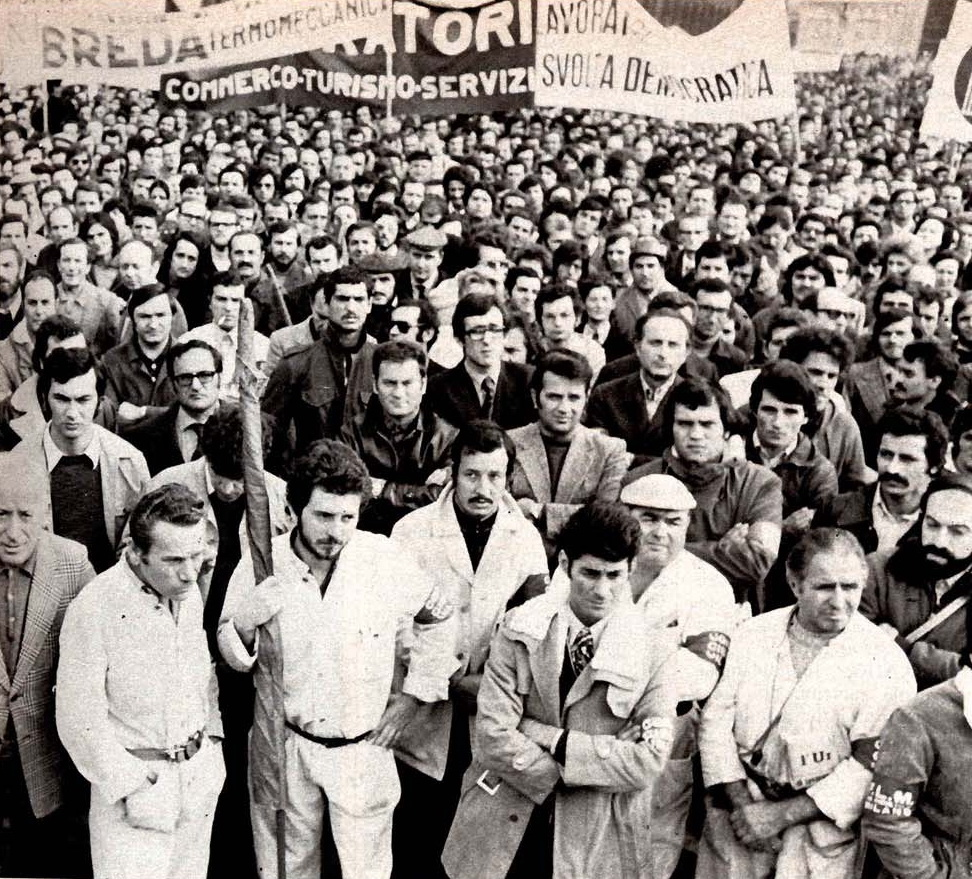
Manifestation ouvrière à Milan le 25 janvier 1975.

- 25 janvier : un accord est signé entre le président de la Confindustria Giovanni Agnelli et les syndicats sur le fonctionnement de l'échelle mobile des salaires, la Scala mobile, qui indexe automatiquement les salaires au coût de la vie[3] (abandonné en 1992).

- 29 janvier : promulgation de la loi portant création du ministère du Bien culturel (Ministero per i beni culturali e ambientali)[4].

- 18 février : un commando des Brigades Rouges dirigé par Mara Cagol fait évader Renato Curcio de la prison de Casale Monferrato[5].
- 20 février : mesures de relance économiques. Près de 500 milliards de lires seront consacrés à soutenir la demande interne, les investissements et l'exportation[6].
- 26 février : grève de la fonction publique[6].
- 28 février : Mikis Mantakas, un étudiant grec membre du Front universitaire d'action nationale (FUAN, affilié au MSI), est assassiné à Rome d'un coup de revolver par un groupe de manifestants d'extrême gauche[7].

- 8 mars : adoption de la loi n° 39 qui abaisse l'âge de la majorité de vingt et un à dix-huit ans[8].
- 11 mars : annonce de nouvelles mesures de relance dans les secteurs de la construction, de l’agriculture et de l’énergie[6].
- 13 mars : à Milan, le lycéen Sergio Ramelli, militant d'extrême droite du Front de la jeunesse, est attaqué à coup de clé à molette par le service d'ordre d'Avanguardia Operaia. Il meurt le 29 avril des suites de ses blessures[9].
- 18-23 mars : au XIVe congrès du PCI réuni à Rome, la ligne de compromis historique défendue par Enrico Berlinguer est victorieuse[10].

- 14 avril : loi de réforme de l'audiovisuel ; le contrôle sur la Rai passe du Gouvernement au Parlement par l'intermédiaire d'une Commission parlementaire[11].
- 16 avril : le militant du Mouvement étudiant Claudio Varalli, 18 ans, est tué par un néofasciste à Milan[12].
- 17 avril : lors de la manifestation contre l'assassinat de Varalli, Giannino Zibecchi, un professeur de 26 ans, militant des Comités antifascistes, meurt écrasé à Milan par un camion de carabiniers ; Tonino Micciché, militant de Lotta continua, est abattu à Turin par un garde assermenté[12].
- 18 avril : Rodolfo Boschi, membre du service d'ordre du PCI, est tué par des policiers lors d'une manifestation à Florence[12].

- 15 mai : gambizzazione du conseillé DC Massimo De Carolis par les Brigades rouges à Milan[5].
- 19 mai : loi sur la réforme du droit de la famille, instaurant l’égalité entre les conjoints et entre enfants légitimes et naturels ; elle entre en vigueur le 20 septembre[13].
- 20 mai : établissement de la Cassa integrazione guadagni, qui régule les licenciements économiques. 80 % du salaire est garanti aux ouvriers mis à pied[14]. Les ouvriers licenciés peuvent venir à l’usine, ne pas y travailler et repartir avec la quasi-totalité de leur salaire.
- 22 mai : à la suite des violents affrontements entre fascistes et gauchistes qui ensanglantent le pays, le Parlement approuve la Loi Reale visant à renforcer les pouvoirs de la magistrature et de la police[15].
- 31 mai : loi sur le service militaire, dont la durée est réduite de 15 à 12 mois pour l'Armée de terre et l'Armée de l'Air et de 24 à 18 mois pour la Marine[16].

- 5 juin :
  - Mara Cagol, une des fondatrices des Brigades rouges, est tuée par la police à Acqui Terme[5].
  - création du parc naturel de la Maremme[17].
- 12 juin : assassinat d'Alceste Campanile, militant de Lotta continua à Reggio d'Émilie[18].
- 13-16 juin[6] : aux élections régionales, le PCI acquiert 33,4 % des voix (+ 6 points), le PSI 12 %, la DC 35,3 % (-2 points)[19]. PCI et PSI s’accordent pour former des « giunte di sinistra » (conseil de gauche) dans toutes les grandes villes à l’exception de Bari et de Palerme. Le 26 juillet, la DC préfère remplacer Fanfani par Benigno Zaccagnini comme secrétaire, alors qu’éclate le 6 février 1976 le scandale Lockheed qui éclabousse des dirigeants démocrates-chrétiens et sociaux-démocrates et que se préparent des élections anticipées pour 1976[20].
  - La campagne électorale se déroule dans un climat de violence, d’affrontements entre néo-fascistes et groupements révolutionnaires qui entraînent la mort de plusieurs personnes. Dans ce contexte, Amintore Fanfani présente la Démocratie chrétienne comme le parti de la loi et de l’ordre et Enrico Berlinguer, condamnant le clientélisme et la corruption des municipalités DC qualifie le PCI de « parti aux mains propres ».

- 19 juillet : inauguration du parc d'attraction Gardaland[21].
- 22 juillet : loi de décentralisation administrative, étape importante dans le processus de réforme des régions voulue par le PCI[22]. Elles obtiennent les pouvoirs, l’autonomie financière et la responsabilité dans des domaines essentiels comme la santé ou l’aménagement du territoire.
- 8 août : adoption d'un programme de relance par deux décrets-loi approuvés par le Parlement le 14 octobre[14] ; 3 500 milliards de lires sont injectés dans les secteurs en crise[6].
- 20 septembre : l’ambassadeur des États-Unis exprime l’opposition formelle de son pays au compromis historique[23].
- 29-30 septembre : massacre du Circeo[24].

- 10 novembre : traité d'Osimo entre la République fédérale socialiste de Yougoslavie et l'Italie qui règle définitivement le partage du territoire libre de Trieste[20].

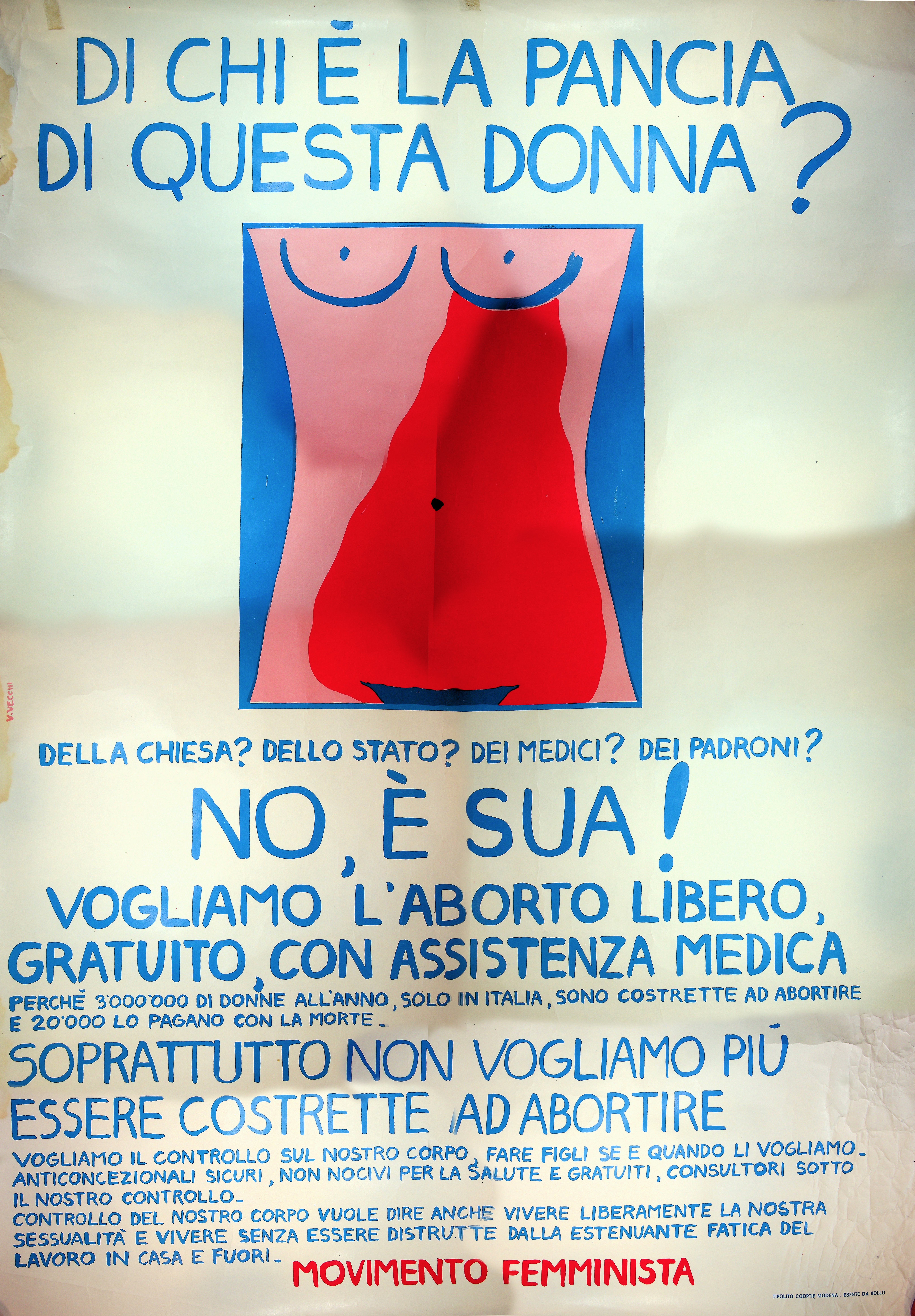
A qui appartient le ventre de cette femme, affiche réalisée par le mouvement féministe pour la libéralisation de l'avortement.

- 6 décembre : la première grande manifestation de femmes pour la libéralisation de l'avortement a lieu à Rome[25]. Le mouvement féministe acquiert une dimension nationale. Le MLD (Movimento di liberazione della donna) est le mouvement le plus actif.

## Économie
- Baisse de la production industrielle (-9,5 %), de la construction (-9 %), des investissements (-13 %), du revenu national (-3,6 %) mais aussi de l’inflation (17 % sur l’année). Augmentation du nombre de chômeurs (1,2 million au total). La récession provoque un accroissement important des dépenses publiques (44 % du PIB) avec la chute des investissements privés, les nouvelles dépenses sociales et l'accroissement de la dette. Le refus du gouvernement d'accroître la pression fiscale (stable à 31 % du PIB) provoque un déficit budgétaire record (13 % du PIB)[26].

## Culture
- 4 avril : création au Teatro Lirico de Milan de l'œuvre lyrique de  Luigi Nono, Al gran sole carico d'amore.

### Cinéma
- 19 juillet : 20e cérémonie des David di Donatello.
- Box-office Italie 1975-1976

#### Films italiens sortis en 1975
- 28 février : Professione: reporter (Profession : Reporter), film hispano-franco-américano-italien de Michelangelo Antonioni
- 10 octobre : L'affare della sezione speciale (Section spéciale), film franco-italo-allemand de Costa-Gavras

#### Autres films sortis en Italie en 1975
- 5 juillet : Alice non abita più qui (Alice n'est plus ici), film américain de Martin Scorsese.

#### Mostra de Venise
- Lion d'or : non décerné
- Coupe Volpi pour la meilleure interprétation féminine : non décerné
- Coupe Volpi pour la meilleure interprétation masculine : non décerné

### Littérature

#### Livres parus en 1975
- Padre padrone : l'educazione di un pastore, de Gavino Ledda (Feltrinelli).
- Lettre à un enfant jamais né, d'Oriana Fallaci.

#### Prix et récompenses
- Prix Strega : Tommaso Landolfi, A caso (Rizzoli)
- Prix Bagutta : Enzo Forcella (it), Celebrazioni d'un trentennio, (Mondadori)
- Prix Campiello : Stanislao Nievo, Il prato in fondo al mare
- Prix Napoli : Mario Pomilio, Il quinto Evangelio, (Rusconi)
- Prix Viareggio : Paolo Volponi, Il sipario ducale

## Naissances en 1975
- 11 janvier : Matteo Renzi, homme politique, président du Conseil du 22 février 2014 au 12 décembre 2016.
- 24 janvier : Gianluca Basile, joueur de basket-ball ;
- 16 août : Andrea Bajani, écrivain.
- 20 septembre : Asia Argento, actrice et réalisatrice.
- 22 novembre : Elisabetta Imelio (it), musicienne et chanteuse italienne, membre du groupe de punk rock italien Prozac+. († 29 février 2020)

## Décès en 1975
- 4 janvier : Carlo Levi, 72 ans, écrivain et peintre. (° 29 novembre 1902).
- 24 juin : Luigi Raimondi, 62 ans, cardinal, préfet de la Congrégation pour les causes des saints (° 25 octobre 1912).